# Kōki Matsumura
Kōki Matsumura (japanisch 松村 航希 Matsumura Kōki; * 24. Mai 1996 in der Präfektur Hyōgo) ist ein japanischer Fußballspieler.

## Karriere
Kōki Matsumura erlernte das Fußballspielen in der Jugendmannschaft von Vissel Kōbe sowie in der Universitätsmannschaft der Pädagogischen Hochschule Osaka. Seinen ersten Profivertrag unterschrieb er 2019 bei Fujieda MYFC. Der Verein aus Fujieda, einer Stadt in der Präfektur Shizuoka, spielte in der dritten japanischen Liga, der J3 League. 2019 und 2020 kam er nicht zum Einsatz. Sein Drittligadebüt gab Kōki Matsumura am 14. März 2021 (1. Spieltag) im Auswärtsspiel gegen den Fukushima United FC. Hier wurde er in der 83. Minute für Daisuke Inazumi eingewechselt. Am Ende der Saison 2022 feierte er mit dem Verein die Vizemeisterschaft und den Aufstieg in die zweite Liga. Nach dem Aufstieg verließ er den Verein und schloss sich im Februar 2023 dem Drittligisten YSCC Yokohama an.

## Erfolge
Fujieda MYFC
- Japanischer Drittligavizemeister: 2022  ▲